# Łukasz Moreń

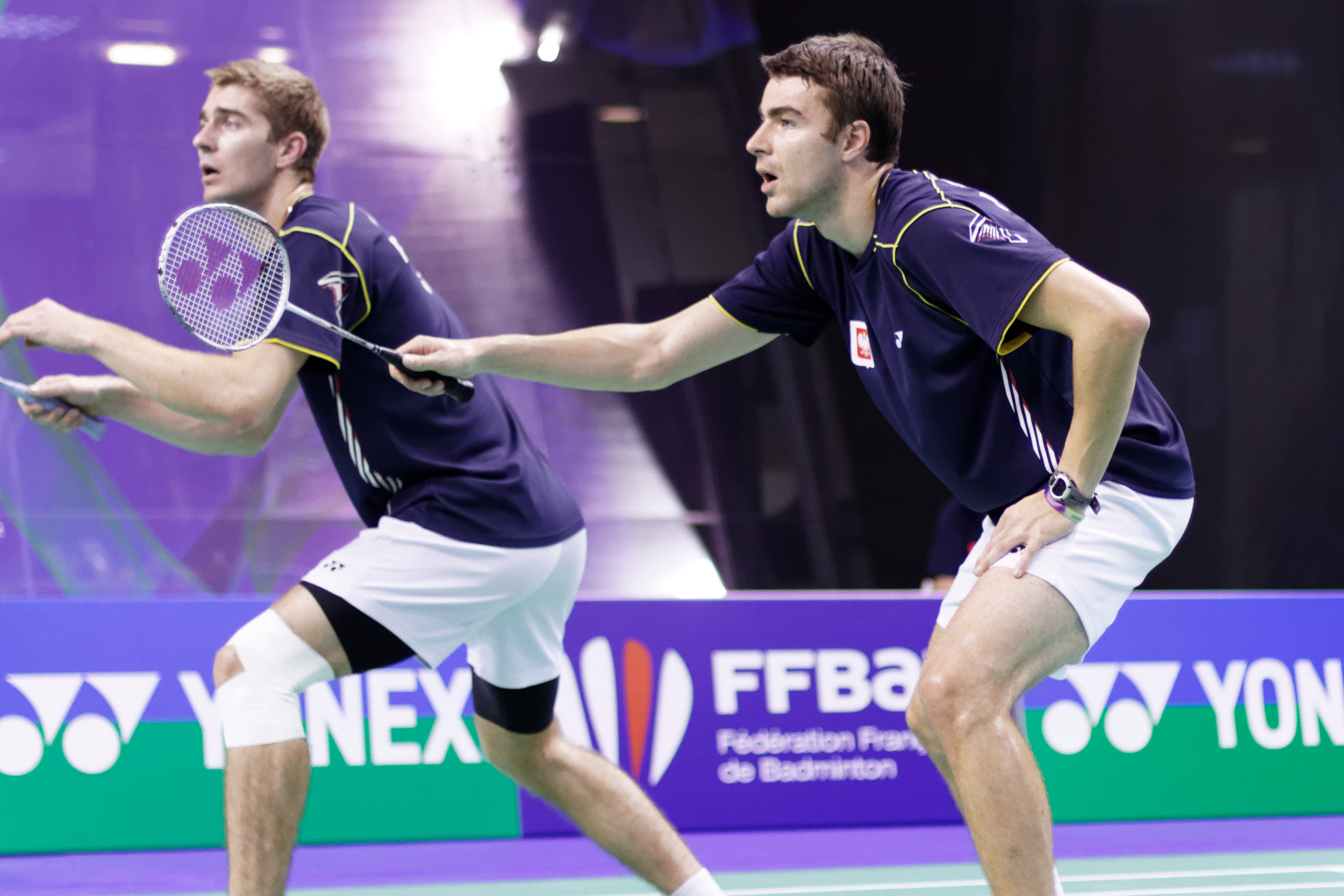
Łukasz Moreń und Wojciech Szkudlarczyk, French Super Series 2013.

Łukasz Moreń (* 1. Juni 1986 in Warschau) ist ein polnischer Badmintonspieler. 

## Karriere
Łukasz Moreń gewann schon als Junior 2005 sowohl die Lithuanian International als auch die Latvian International. 2009 siegte er bei den Portugal International, 2011 bei den Slovenian International.

## Sportliche Erfolge
| Saison | Veranstaltung                          | Disziplin    | Platz | Name                                                                              |
| ------ | -------------------------------------- | ------------ | ----- | --------------------------------------------------------------------------------- |
| 2004   | Polnische Meisterschaften der Junioren | Herrendoppel | 1     | Łukasz Moreń / Wojciech Szkudlarczyk                                              |
| 2005   | Lithuanian International               | Herrendoppel | 1     | Łukasz Moreń / Wojciech Szkudlarczyk                                              |
| 2005   | Polnische Meisterschaften der Junioren | Mixed        | 1     | Łukasz Moreń / Natalia Pocztowiak                                                 |
| 2005   | Polnische Meisterschaften der Junioren | Herrendoppel | 1     | Łukasz Moreń / Wojciech Szkudlarczyk                                              |
| 2005   | Riga International                     | Herrendoppel | 1     | Wojciech Szkudlarczyk / Łukasz Moreń                                              |
| 2006   | Polnische Einzelmeisterschaften        | Herrendoppel | 3     | Łukasz Moreń / Wojciech Szkudlarczyk (Piast-b Słupsk)                             |
| 2008   | Polnische Einzelmeisterschaften        | Herrendoppel | 3     | Łukasz Moreń / Dariusz Zięba (SKB Litpol-Malow Suwałki)                           |
| 2009   | Polnische Einzelmeisterschaften        | Herreneinzel | 3     | Łukasz Moreń                                                                      |
| 2009   | Portugal International                 | Mixed        | 1     | Łukasz Moreń / Natalia Pocztowiak                                                 |
| 2009   | Europäische Hochschulmeisterschaften   | Herrendoppel | 2     | Łukasz Moreń / Michał Rogalski                                                    |
| 2009   | Polnische Einzelmeisterschaften        | Herrendoppel | 3     | Łukasz Moreń / Michał Rogalski (SKB Litpol-Malow Suwałki / LKS Technik Głubczyce) |
| 2011   | Polnische Einzelmeisterschaften        | Herrendoppel | 2     | Łukasz Moreń / Wojciech Szkudlarczyk                                              |
| 2011   | Slovenian International                | Herrendoppel | 1     | Łukasz Moreń / Wojciech Szkudlarczyk                                              |
| 2013   | Bulgarian International                | Herrendoppel | 1     | Łukasz Moreń / Wojciech Szkudlarczyk                                              |
| 2014   | Polnische Einzelmeisterschaft          | Herrendoppel | 1     | Łukasz Moreń / Wojciech Szkudlarczyk                                              |
| 2014   | Spanish International                  | Herrendoppel | 1     | Łukasz Moreń / Wojciech Szkudlarczyk                                              |
| 2015   | Polnische Einzelmeisterschaften        | Herrendoppel | 2     | Łukasz Moreń / Wojciech Szkudlarczyk                                              |
| 2016   | Polnische Einzelmeisterschaften        | Herrendoppel | 2     | Łukasz Moreń / Wojciech Szkudlarczyk                                              |